# Ellen Corby
Ellen Hansen Corby (Racine, 3 de junho de 1911 – Los Angeles, 14 de abril de 1999) foi uma atriz norte-americana. É lembrada principalmente por sua atuação como "Vovó Esther Walton", na séria televisiva The Waltons, trabalho que lhe rendeu três prêmios Emmy Awards. Foi indicada ao Oscar por interpretar a personagem "Tia Trina", em I Remember Mama.

## Primeiros anos

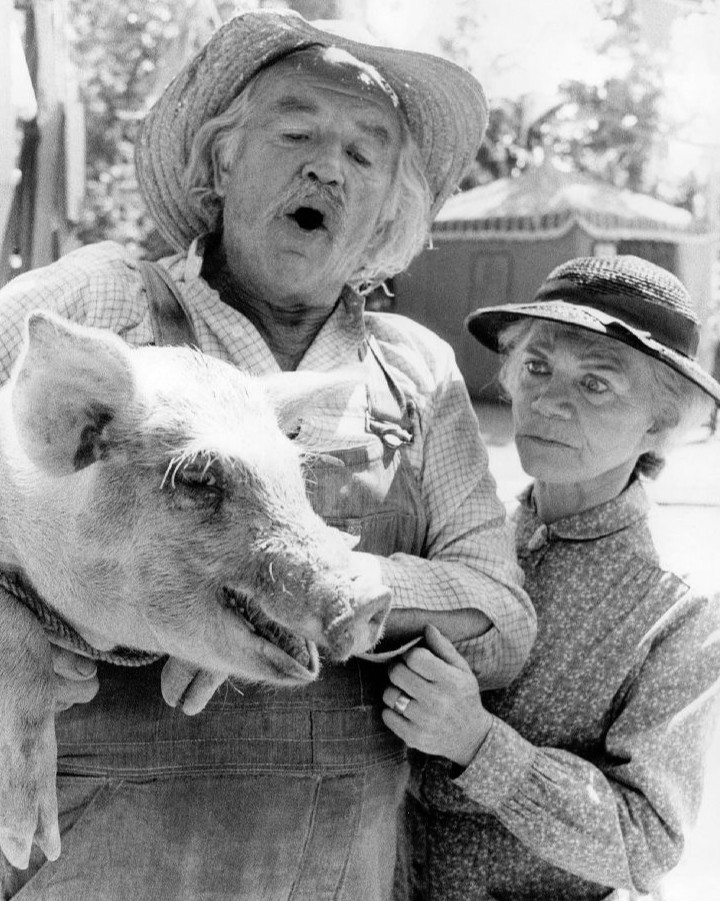
Ellen Corby e Will Geer, em The Waltons

Batizada como Ellen Hansen, nasceu na cidade de Racine, Wisconsin. Filha de imigrantes dinamarqueses, cresceu em Philadelphia, Pennsylvania. Ao frequentar o ensino médio, na cidade de Atlantic City, se interessou pelo teatro, vindo a trabalhar como corista num curto espaço de tempo, em 1932.
No mesmo ano mudou-se para Hollywood, onde conseguiu um emprego de redatora nos estúdios RKO e Hal Roach Studios, para depois trabalhar em algumas comédias ao lado de seu futuro marido, Francis Corby. Ela se manteve nos doze anos seguintes tendo aulas de interpretação ao seu lado.

## Carreira
Corby iniciou sua carreira como redatora da séria Western Twilight on the Trail, dos Estúdios Paramount. Participou de muitos filmes nas décadas de 1930 e 1940, incluindo Babes in Toyland e It's a Wonderful Life, mas seu primeiro filme creditado como atriz foi em 1945, interpretando uma camareira em Cornered. 
Em 1948 recebeu o Prêmio Globo de Ouro de melhor atriz coadjuvante em I Remember Mama. Nas quatro décadas seguintes atuou em inúmeros filmes e séries televisivas, geralmente representando empregadas domésticas, secretárias e camareiras, período em que teve um papel de destaque como  Henrietta Porter, em Trackdown (1957–1959). 
Trabalhou nas séries Wagon Train, Cheyenne (Série de TV, 1955), Cheyenne, Dragnet (série), Dragnet Rescue 8, The Restless Gun, The Rifleman, Fury, The Donna Reed Show, Hazel, I Love Lucy, Dennis the Menace, Tightrope, Bonanza, Meet McGraw, The Virginian, Channing, Alfred Hitchcock Presents, Batman, Get Smart, Gomer Pyle, A Família Adams, The Beverly Hillbillies, The Andy Griffith Show, e Night Gallery. Entre 1965 e 1967 se destacou na série da NBC Please Don't Eat the Daisies, baseado num filme anterior de Doris Day. Fez uma participação na série Agente 86, fazendo uma vilã.
Seu trabalho mais conhecido, porém, iniciou-se em 1971, no papel da Vovó Esther Walton, no filme piloto da futura série Os Waltons, denominado The Homecoming: A Christmas Story. 
Seu marido no filme piloto, Zebulon Walton, foi interpretado pelo ator Edgar Bergen, substituído por Will Geer na série. Pelo trabalho, Corby recebeu três prêmios Emmy Awards e outras três indicações como melhor atriz coadjuvante. Deixou as gravações após sofrer um AVC, em novembro de 1976, o que limitou sua voz e seus movimentos. Retornou ao papel no final de 1977, quando a personagem incorporou as limitações impostas pelo AVC à atriz na vida real. 
Ela ainda interpretou a personagem seis vezes, nos especiais Waltons Reunions, entre 1982 e 1997.

## Vida Privada
Ellen Hansen casou-se com Francis Corby, um diretor de cinema, divorciando-se em 1944. Não teve filhos e não mais se casou. Francis Corby faleceu em 1956. Em 1954, Corby conheceu Stella Luchetta. Luchetta foi amiga de Corby pelo resto da vida de Corby.
Ela sofreu um derrame em novembro de 1976, do qual se recuperou e voltou ao papel em The Waltons em março de 1978. De acordo com Michael Learned, que interpretou Olivia Walton, Will Geer (Zebulon Walton, seu marido na série) pode ter salvado sua vida. Quando ela não compareceu ao trabalho, Geer imediatamente suspeitou que algo estava errado, pois Corby era uma verdadeira profissional que nunca se atrasava. Então Geer foi com os produtores do programa até a casa dela, onde descobriram que ela havia sofrido um derrame.
Seu último trabalho foi em A Walton Easter (1997). Ellen Corby morreu no Motion Picture & Television Country House and Hospital em Woodland Hills, Los Angeles, Califórnia, aos 87 anos. Foi sepultada no  Forest Lawn Memorial Park Cemetery, em Glendale, California.

## Filmografia
| Década de 1930 - Rafter Romance (1933) - Sons of the Desert (1933) - Twisted Rails (1934) - Speed Limited (1935) - The Broken Coin (1936) Década de 1940 - Cornered (1945) - The Scarlet Horseman (1946) - The Spiral Staircase - From This Day Forward (1946) - The Dark Corner (1946) - The Truth About Murder (1946) - Bedlam (1946) - In Old Sacramento (1946) - Lover Come Back (1946) - Till the End of Time (1946) - Cuban Pete (1946) - Crack-Up (1946) - Sister Kenny (1946) - The Locket (1946) - It's a Wonderful Life (1946) - Beat the Band (1947) - Born to Kill (1947) - The Long Night (1947) - Living in a Big Way (1947) - They Wont Believe Me (1947) - The Bachelor and the Bobby-Soxer (1947) - The Hal Roach Comedy Carnival (1947) - The Fabulous Joe (1947) - Driftwood (1947) - Railroaded! (1947) - Forever Amber (1947) - If You Knew Susie (1948) - I Remember Mama (1948) - The Noose Hangs High (1948) - Fighting Father Dunne (1948) - The Dark Past (1948) - Strike It Rich (1949) (1949) - Rusty Saves a Life (1949) - A Woman's Secret (1949) - Little Women (1949) (1949) - The Judge Steps Out (1949) - Mighty Joe Young (1949) - Madame Bovary (1949) Década de 1950 - Captain China (1950) - Caged (1950) - The Gunfighter (1950) - Peggy (1950) - Edge of Doom (1950) - Harriet Craig (1950) - Stars over Hollywood (1950) - Angels in the Outfield (1951) - The Barefoot Mailman (1951) - Goodbye, My Fancy (1951) - Here Comes the Groom (1951) - The Mating Season (1951) - On Moonlight Bay (1951) - The Sea Hornet (1951) - Stars over Hollywood (1951) - Fearless Fagan (1952) - Monsoon (1952) - Your Jeweler's Showcase (1952) - A Lion Is in the Streets (1953) - Dragnet (1953) - Letter to Loretta (1953) - Shane (1953) - The Story of Three Loves (1953) - Woman They Almost Lynched (1953) - The Vanquished (1953) - You Are There (1953) - Sabrina (1954) - About Mrs. Leslie (1954) - The Bowery Boys Meet the Monsters (1954) - Dragnet (1954) - The Ford Television Theatre (1954) - Four Star Playhouse (1954) - Lux Video Theatre (1954) - Susan Slept Here (1954) - Untamed Heiress (1954) - General Electric Theater (1954) - Alfred Hitchcock Presents (1955) - Illegal (1955) - The Millionaire (1955) - Stage 7 (1955) - Alfred Hitchcock Presents (1956) - The Go-Getter]] (1956) - I Love Lucy (1956) - Lux Video Theatre (1956) - Matinee Theater (1956) - The Millionaire (1956) - The Roy Rogers Show (1956) - Stagecoach to Fury (1956) - Slightly Scarlet (1956) - The People's Choice - The Adventures of Jim Bowie (1957) - As Aventuras de Rin Tin Tin (1957) - All Mine to Give (1957) - God Is My Partner (1957) - The Life and Legend of Wyatt Earp (1957) - Mr. Adams and Eve (1957) - Night Passage]] (1957) - The Joseph Cotten Show (1957) - Rockabilly Baby (1957) - The Seventh Sin (1957) - The 20th Century-Fox Hour (1957) - Trackdown (1957–1959) - Alfred Hitchcock Presents (1958) - As Young as We Are (1958) - Decision (1958) - Macabre (1958) - The Restless Gun (1958) - Richard Diamond, Private Detective (1958) - The Texan (1958) - Vertigo (1958) - Richard Diamond, Private Detective (1959) - The DuPont Show with June Allyson (1959) - Lock Up (1959) - Wagon Train (1959) - The Restless Gun (1959) - Perry Mason (1959) - Trackdown (1959) - Peter Gunn (1959) - 77 Sunset Strip (1959) | Década de 1960 - Alfred Hitchcock Presents (1960) - Bonanza (1960) - The Chevy Mystery Show (1960) - General Electric Theater (1960) - Hot off the Wire (1960) - The Rebel (1960) - Lock Up (1960) - The Rifleman (1960) - Tales of Wells Fargo (1960) - Thriller (1960) - Tightrope (1960) - Visit to a Small Planet (1960) - Wagon Train (1960) - Dennis the Menace (1960) - Hennesey 1960) - Follow the Sun (1961) - Frontier Circus (1961) - General Electric Theater (1961) - Lassie (1961) - Pocketful of Miracles (1961) - The Rifleman (1961) - Surfside 6 (1961) - The Tab Hunter Show (1961) - The Tall Man (1961) - Cheyenne (1962) - The Dick Powell Show (1962) - Dr. Kildare (1962) - Saintly Sinners (1962) - 87th Precinct (1962) - The Andy Griffith Show (1963) - Bonanza (1963) - The Caretakers (1963) - The Lucy Show (1963) - McKeever and the Colonel (1963) - 4 for Texas (1963) - The Alfred Hitchcock Hour (1964) - The Beverly Hillbillies (1964) - Destry (1964) - Gomer Pyle, U.S.M.C. (1964) - Hush… Hush, Sweet Charlotte (1964) - The Strangler (1964) - The Virginian (1964) - A Família Addams (Série) (1965) - Ben Casey (1965) - Daniel Boone (1965) - The Donna Reed Show (1965) - The Family Jewels (1965) - The Farmer's Daughter (1965) - Please Don't Eat the Daisies (1965) - Bob Hope Presents the Chrysler Theatre (1966) - The F.B.I. (1966) - The Fugitive (1966) - Get Smart (1966) - The Ghost and Mr. Chicken (1966) - The Glass Bottom Boat (1966) - Honey West (1966) - Laredo (1966) - Lassie (1966) - The Night of the Grizzly (1966) - The Girl from U.N.C.L.E. (1967) - The Big Valley (1967) - The F.B.I. (1967) - The Gnome-Mobile (1967) - The Invaders (1967) - Ironside (1967) - Mr. Terrific (1967) - Rango (1967) - Batman (Série de TV) (1968) - The F.B.I. (1968) - The Guns of Will Sonnett (1968) - Hawaii Five-O (1968) - The High Chaparral (1968) - Lassie (1968) - The Legend of Lylah Clare (1968) - The Mystery of Edward Sims (1968) - Adam-12 (1969) - Angel in My Pocket (1969) - Gomer Pyle, U.S.M.C. (1969) - Lancer (TV series)\|Lancer (1969) - The Outsider (1969) - Ruba al prossimo tuo (1969) Década de 1970 - The F.B.I. (1970) - Bracken's World (1970) - Nanny and the Professor (1970) - Adam-12 (1971) - Cannon (1971) - The Homecoming: A Christmas Story (Waltons) (1971) - Love, American Style (1971) - The Odd Couple (1971) - Support Your Local Gunfighter (1971) - A Tattered Web (1971) - The Partners (1971) - Love, American Style (1972) - Napoleon and Samantha (1972) - Night Gallery (1972) - The Waltons, (1972 até o final da série) - Tenafly (1973) - The Story of Pretty Boy Floyd (1974) Década de 1980 - All the Way Home (1981) - Wedding on Walton's Mountain (1982) - A Day for Thanks on Walton's Mountain (1982) Década de 1990 - A Walton Thanksgiving Reunion (1993) - A Walton Wedding (1995) - A Walton Easter (1997) |

### Escritora
- The Broken Coin (1936)
- Twilight on the Trail (1941)
- Hoppy's Holiday (1947)

### Outros trabalhos
- Swiss Miss (1938)